# メガイラ (小惑星)
メガイラ (464 Megaira) は、小惑星帯に位置する小惑星の一つ。ゲフィオン族に近い軌道を周っている。マックス・ヴォルフがハイデルベルクのケーニッヒシュトゥール天文台で発見した。
ギリシア神話の復讐の女神、エリーニュスの一柱メガイラにちなんで名づけられた。
2004年12月に茨城県で、2017年に中部地方・近畿地方で掩蔽が観測された。2017年12月19日の掩蔽では、長径107.0 km×短径75.2kmの楕円形の断面が求まった。